# Erschießung von SS-Männern bei der Befreiung des KZ Dachau
Die Erschießung von SS-Männern bei der Befreiung des KZ Dachau ereignete sich, als das Konzentrationslager Dachau am 29. April 1945 von US-Truppen befreit wurde und amerikanische Soldaten dabei mehrere bereits gefangengenommene Angehörige der SS-Wachmannschaft töteten.
Die Erschießungen bei der Befreiung des KZ Dachau wurden und werden in rechtsextremen Kreisen propagandistisch aufgenommen und unter dem Begriff „Dachau-Massaker“ verbreitet. Hierbei wird der Eindruck erweckt, es hätte sich um eine systematische Exekution sämtlicher deutscher Kriegsgefangenen gehandelt. Diese Auffassung stützt sich hauptsächlich auf ein Buch von Howard A. Buechner, in dem die systematische Hinrichtung von 560 Personen des SS-Wachpersonals behauptet wird. Belege dafür werden jedoch nicht genannt. Die Auswertung neu zugänglicher Quellen hingegen zeigen, dass es sich vielmehr um vereinzelte und spontane Taten handelte, hervorgerufen durch das Entsetzen über die grauenhaften Zustände im Lager und den Anblick des Todeszuges aus Buchenwald mit Tausenden von Leichen. Völkerrechtswidrig erschossen wurden vermutlich etwa 50 Angehörige des SS-Wachpersonals. Etwa 160 SS-Männer wurden von den Amerikanern gefangen genommen.

## Zustand des KZ Dachau vor dem Ereignis

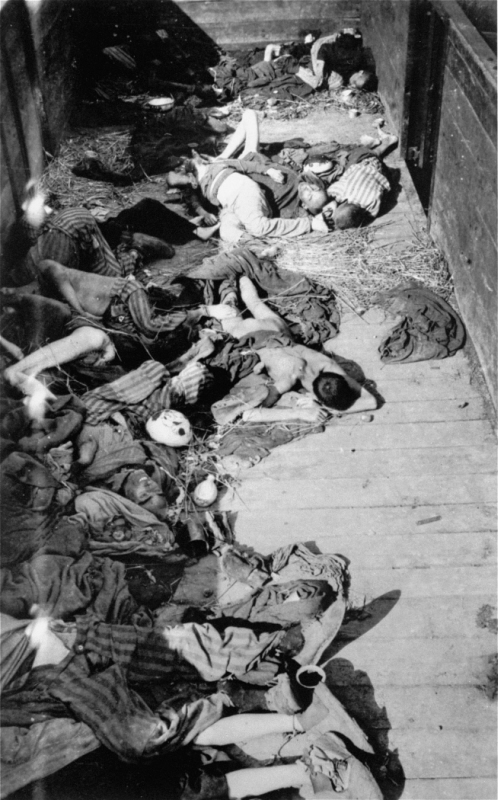
Ein offener Waggon des Todeszuges aus Buchenwald

Ab Ende 1944 trafen im Konzentrationslager Dachau Transporte mit Häftlingen aus bereits geräumten Lagern ein, so dass die Überfüllung des Lagers dramatische Formen annahm. Aufgrund der katastrophalen hygienischen Bedingungen und der Versorgung mit Lebensmitteln brach im November 1944 eine Fleckfieber-Epidemie aus, der mehrere tausend Häftlinge zum Opfer fielen. Etwa 15.000 Häftlinge starben allein zwischen Ende 1944 bis zum Tag der Befreiung am 29. April 1945 an Krankheit, Unterernährung und durch die Gewalt der SS. Das war, laut Angelika Königseder, fast die Hälfte der gesamten Todesopfer im KZ Dachau. Bekundet und nachgewiesen sind im Konzentrationslager Dachau insgesamt 41.566 Todesfälle.
Auslöser der Erschießungen von SS-Männern im Zuge der Befreiung des Konzentrationslagers war die Entdeckung des Todeszuges aus Buchenwald. Dieser Zug traf im Konzentrationslager Dachau am Abend des 27. April ein. Der Schweizer Victor Maurer, ein Delegierter des Internationalen Komitees vom Roten Kreuz, der am gleichen Tag das Lager betreten durfte, wurde Zeuge des Vorfalls. Er führte fünf Lastwagen mit Essensrationen mit und übernachtete im Lager. Der Zug von 4.500 Häftlingen unter der Leitung von SS-Obersturmführer Hans Merbach brach am 7. April 1945 vom Bahnhof Buchenwald über Weimar Richtung KZ Flossenbürg auf und wurde dann nach Dachau umgeleitet. Verpflegung war nur für zwei Tage vorhanden. Der Todeszug benötigte schließlich 21 Tage, um nach Dachau zu gelangen. 2.385 Überlebende aus diesem Transport wurden in Dachau registriert. Die Zahl der Toten ist jedoch nicht mehr genau feststellbar. Verschiedene Quellen berichten, dass der Zug in der Nacht zum 28. April 1945 auf einem Stichgleis im Eingangsbereich der SS-Garnison abgestellt und mit zirka 2.300 verwesenden Leichen liegen gelassen wurde.
Der letzte reguläre Kommandant des KZs, Obersturmbannführer Eduard Weiter, setzte sich, wie ebenfalls die gesamte SS-Lagerführung, am 26. April ab. Zwei Tage später, am 28. April, übernahmen der einzige verbliebene Offizier, der 23-jährige Untersturmführer Heinrich Wicker (Kommandant des Hessentaler Todesmarsches), und seine Einheit der SS-Totenkopfverbände von zirka 130 Mann die Bewachung des Konzentrationslagers.
Am 29. April wollte sich auch der letzte Teil der SS-Garnison um Heinrich Wicker absetzen, wurde jedoch von Victor Maurer zum Bleiben überredet. Maurer befürchtete den Ausbruch der Gefangenen und die Verbreitung der unter ihnen grassierenden Typhus-Epidemie und organisierte die Übergabe des Lagers an die Amerikaner. Die Wachtürme des Lagers blieben besetzt, eine weiße Fahne wurde gehisst.

## Die Befreiung des Konzentrationslagers durch die US-Armee
Im Vorfeld der Ereignisse, am 25. April 1945, dem Tag, an dem die alliierten Truppen sich zum Übergang über die Donau bereit machten, gab es einen Vorschlag im Alliierten Oberkommando zur Befreiung des Konzentrationslagers. Frank J. McSherry, der Stellvertretende Chef des Civil Affairs/Military Government Stabes von SHAEF (G5) schlug eine Luftlandeoperation vor. Das Lager sollte umstellt, befreit und bis zur Ankunft der Bodentruppen gehalten werden. Hierdurch sollten drohende Massaker an den Häftlingen vereitelt und zugleich die verantwortlichen Täter festgesetzt werden. Der Vorschlag fand im Alliierten Oberkommando ein geteiltes Echo und wurde letztendlich nicht umgesetzt. Zum einen, weil eingeschätzt wurde, dass eine Luftlandeoperation logistisch zu riskant sei, und zum anderen, weil befürchtet wurde, die Aktion könne einen Massenmord an den Gefangenen eher verursachen, als ihn zu verhindern. Frank J. McSherry hielt an seinem Vorhaben fest, schickte jedoch das Memorandum nicht weiter. Seine Notizen vermerkten: „nicht abgesandt (Dachau zu rasch genommen)“.

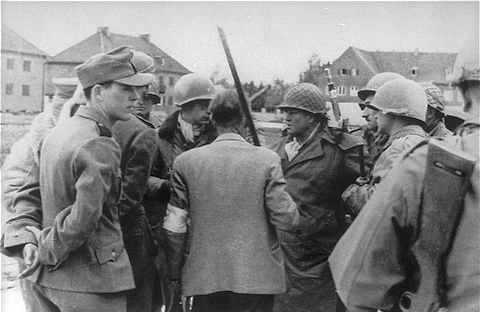
SS und US-Soldaten bei der Übergabe des Lagers. Von links: SS-Mann, Heinrich Wicker (größtenteils verdeckt), Paul Levy, Victor Maurer (mit dem Rücken zur Kamera), Gen. Linden (mit Netzhelm) und andere US-Soldaten

Der Vorstoß nach Dachau wurde von der 45th Infantry Division (der das 157. Infanterieregiment unterstellt war) und der 42nd Infantry Division ausgeführt (welche die Hauptlast des Vorstoßes der Seventh United States Army in Richtung München und Salzburg trug). Die Grenze zwischen beiden Divisionen lief quer durch das Konzentrationslager.
Während des Vormarsches auf München, am Morgen des 29. April, erhielt das 3. Bataillon des 157th Infantry Regiment in der 45th Infantry Division den Befehl, das Lager Dachau einzunehmen. Der Bataillonskommandeur Lieutenant Colonel Felix L. Sparks beauftragte die I-Company und übernahm selbst die Einsatzleitung. Kurz vor Mittag erreichten die Amerikaner von Westen her das Areal des riesigen SS-Lagers, in dem das Konzentrationslager selbst nur einen kleinen Teil ausmachte. Auf der Zufahrtsstraße trafen sie auf den Todeszug aus Buchenwald: ungefähr 39 Waggons voll mit Toten.
Während Sparks’ I-Company kämpfend weiter Richtung SS-Gelände vorrückte, traf gegen 15:00 Uhr eine Patrouille des zur 42nd Infantry Division (Rainbow Division) gehörenden 222nd Infantry Regiment, drei Jeeps unter Führung des stellvertretenden Divisionskommandeurs Brigadegeneral Henning Linden, am Haupttor des Konzentrationslagers ein. Linden, dessen Einheit vormittags die Stadt Dachau eingenommen hatte, wurde durch den belgischen Kriegsberichterstatter Paul Levy auf das nahe gelegene Konzentrationslager aufmerksam gemacht. Die Gruppe wurde von dem Fotografen Raphael Algoet und der Kriegsberichterstatterin Marguerite Higgins begleitet und betrat das Lager ebenfalls von Westen her auf Höhe des Todeszuges, wandte sich jedoch direkt in Richtung Haupteingang des Konzentrationslagers. Dort trafen sie auf Victor Maurer, in Begleitung von Heinrich Wicker, welche die Übergabeverhandlungen mit den Amerikanern führen wollten. Vor dem Jourhaus trafen zudem die Mitglieder beider US-Verbände aufeinander. Linden, der die Übergabe des Konzentrationslagers durch Wicker annahm und das Haupttor für die Reporter öffnen lassen wollte, geriet mit Sparks in einen kurzen Kompetenzstreit, den Sparks für sich entschied. Sparks hatte strikten Befehl, das Lager zu sichern und bis zur Ankunft von DP-Teams, medizinischem Personal und Spezialisten der War Crimes Commission niemanden hinein-, aber auch keinen Häftling hinauszulassen. Daran musste sich Linden halten.

## Erschießungen von SS-Männern
Die während der Befreiung des Dachauer Konzentrationslagers erfolgten Ereignisse konnten nie vollständig rekonstruiert oder aufgeklärt werden. Fest steht, dass es beim Vorrücken der 45. US-Infanterie-Division Thunderbird auf das Lager zu Schusswechseln mit SS-Einheiten und auch zu Exekutionen von SS-Angehörigen gekommen ist. In der offiziellen Dokumentation des Dachauer Konzentrationslagers werden die Exekutionen wie folgt dargestellt:

„Einige amerikanische Soldaten waren durch den Anblick des Todeszuges so außer sich geraten, daß sie eigenmächtig begannen, gefangengenommene SS-Leute hinzurichten. Als der Bataillonskommandeur, Felix L. Sparks, beobachtete, was vor sich ging, stoppte er die Exekution sofort. Insgesamt wurden etwa 50 SS-Angehörige während der Befreiung getötet.“

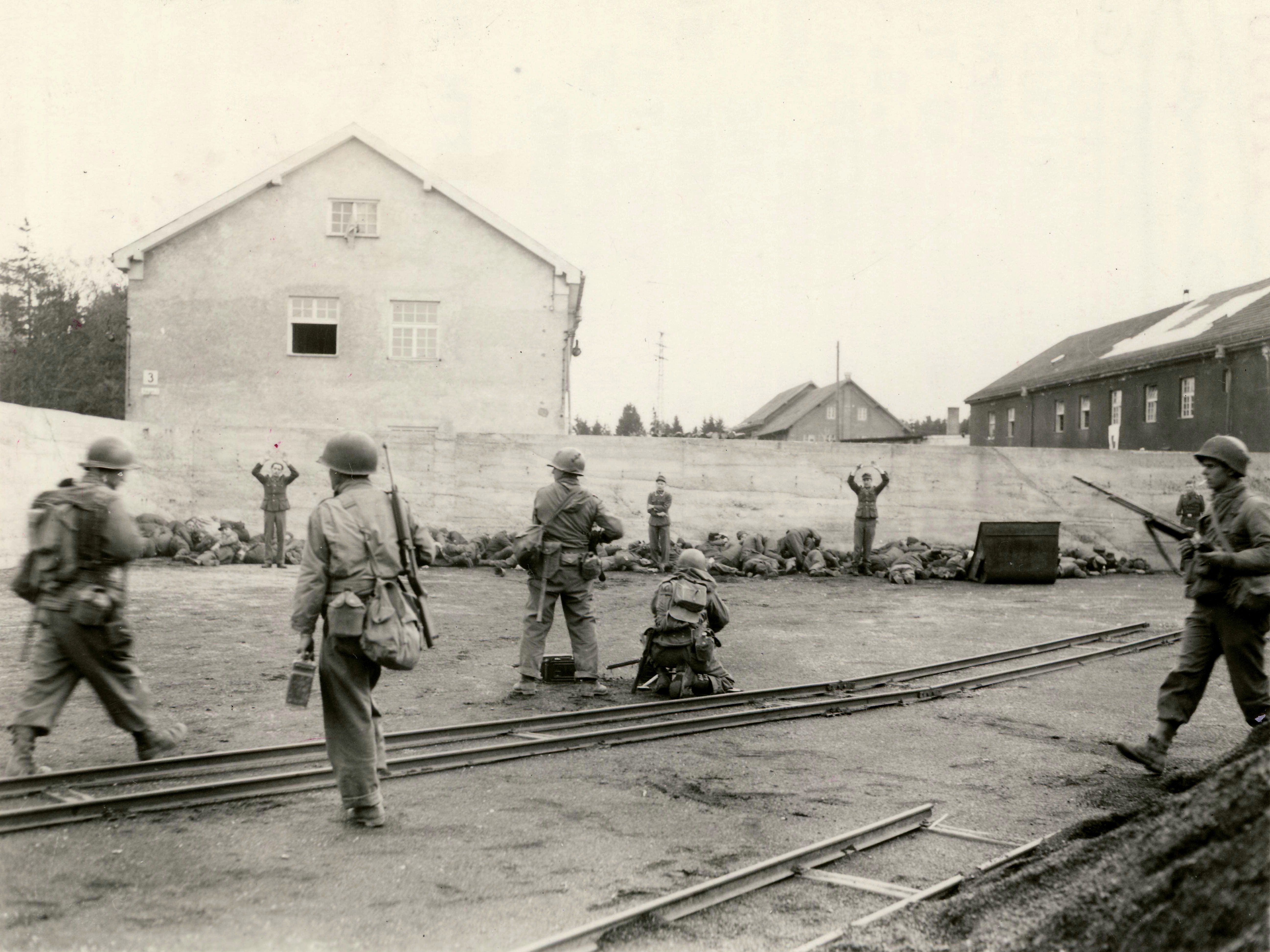
Exekution von SS-Bewachungstruppen durch US-Soldaten im Kohlenhof

Der Historiker Jürgen Zarusky wertete neuere zugängliche Quellen aus, insbesondere Kopien von Ermittlungsunterlagen des Assistant Inspector General der 7th Armee Joseph M. Whitaker, die im Sommer 1992 freigegeben wurden, sowie weitere Unterlagen aus dem Nachlass von General Linden, die erlaubten, ein detaillierteres Bild der Ereignisse zu zeichnen. Demnach handelte es sich bei den Erschießungen um verschiedene, schnell ablaufende Vorgänge, die in einem weitläufigen und unübersichtlichen Gelände stattgefunden haben. Im Zuge der Einnahme des Konzentrationslagers wurden, so Zarusky, nach „einigermaßen gesicherten“ Erkenntnissen von amerikanischen Soldaten völkerrechtswidrig 39 SS-Männer getötet. Im Einzelnen handelt es sich hierbei um folgende Vorfälle:
- Der erste Vorfall ereignete sich gleich zu Beginn der Einnahme des Konzentrationslagers unmittelbar am Todeszug. Unter dem Schock, den der Anblick des Zuges voller Leichen auslöste, erschoss der Chef der I-Kompanie des 157. Infanterieregiments Leutnant Bill Walsh zusammen mit einem anderen Soldaten 4 SS-Männer, die sich bereits ergeben hatten.[18]

- Ein größerer Vorfall ereignete sich im weiteren Verlauf des Eindringens der I-Kompanie in das SS-Lager am Kohlenhof, wo ebenfalls auf Veranlassung des Kompaniechefs Walsh weitere 16 SS-Männer erschossen wurden.[18] Walshs Einheit stieß beim Eingang des Konzentrationslagers auf das SS-Lazarett, wo sie mindestens 100 Deutsche, darunter auch Frauen, auf die Straße holten. Auf Befehl von Walsh wurden laut Zeugenaussagen zwischen 50 und 75 SS-Männer von den übrigen Gefangenen abgesondert und an die Wand des Kohlenhofs aufgestellt.[19] Dies ist auch die Szene, die als Zeitdokument fotografisch festgehalten wurde und in der wenig später der Bataillonskommandeur Felix L. Sparks hinzustieß und die Exekutionen stoppte.

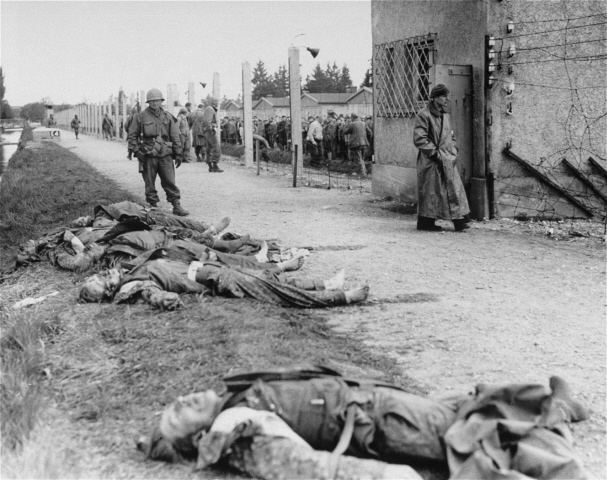
Tote SS-Bewacher am Wachturm B

- Im nahe gelegenen Fernheizwerk wurde ein SS-Mann von Häftlingen in Anwesenheit amerikanischer Soldaten erschlagen.[18]

- Beim zweiten größeren Vorfall wurde während des Vormarsches von SS-Wachpersonal und Häftlingen entlang des Lagerzauns die gesamte Besatzung des Wachturms B in zwei Aktionen kurz nacheinander getötet. Dies betraf 17 SS-Männer, die sich zuvor ergeben hatten.[18]

- Schließlich wurde im Bereich des Jourhauses ein weiterer SS-Mann, der sich ergeben hatte, von einem GI erschossen.[18]

Der Verbleib von Heinrich Wicker ist bis heute ungeklärt. Er wurde zuletzt am Todeszug zusammen mit Victor Maurer abgelichtet, nachdem General Linden ihn dort zur Rede gestellt hatte. Danach fehlt jede Spur von ihm.
Nach Schätzungen der 42. Division wurden in den ersten 24 Stunden nach der Befreiung des Konzentrationslagers zusätzlich mindestens 25, vielleicht auch 50 SS-Männer von Häftlingen getötet. Laut Whitakers Bericht wurden ungefähr 160 SS-Männer gefangen genommen.

## Untersuchung der Erschießungen
Drei Tage nach den Ereignissen im Konzentrationslager, am 2. Mai 1945, erhielt Generalinspektor Joseph M. Whitaker Anweisungen des Hauptquartiers der 7. Armee, Ermittlungen zu den Vorgängen durchzuführen. Tags darauf begann Whitaker seine akribischen Untersuchungen vor Ort und verfasste dazu mehr als 160 Seiten, darunter ein Wortprotokoll seiner Befragungen mit 960 Fragen an 38 vereidigte Zeugen, einen Abschlussbericht und eine Aktennotiz mit Empfehlungen zum weiteren Vorgehen.
Am 8. Juni 1945 legte Whitaker seinen auf umfangreichen und gründlichen Ermittlungen beruhenden Bericht vor. Whitaker empfahl die Eröffnung von Kriegsgerichtsverfahren wegen Mordes gegen Kompaniechef Walsh und vier weitere Soldaten sowie ein Verfahren wegen Pflichtverletzung gegen den Militärarzt Howard Buechner, der den vorgefundenen Verwundeten keine medizinische Hilfe geleistet hatte. Allerdings versuchte das Hauptquartier der 7. Armee unter General Alexander Patch die Ergebnisse von Whitakers Bericht in einer Stellungnahme herunterzuspielen, so Zarusky. Nur der erste Vorfall direkt am Todeszug wurde anerkannt. Die Vorgänge am Kohlenhof und am Wachturm B wurden als Verhinderung eines Ausbruchsversuchs der Gefangenen bzw. als Kampfhandlungen interpretiert. Auch wurde Whitaker parteiisches Vorgehen sowie ein fehlendes Verständnis für die Situation der Soldaten vorgeworfen, die während der Befreiung mit verstörenden Schrecken konfrontiert gewesen seien.
Letztendlich gab es nie ein amerikanisches Verfahren wegen der Tötungen während der Befreiung des Konzentrationslagers Dachau. Zwar sei festzuhalten, so der Befund des Historikers Zarusky auf Basis der neueren Quellen, „dass es sich bei den Tötungen durch US-Soldaten um Exzesstaten einzelner oder kleiner Gruppen handelte, die nicht auf höheren Befehl erfolgten“. Die Gefangenenerschießungen „werfen zweifellos einen Schatten auf die US-Army“. Diese Taten, so Zarusky, hätten nichts zur Befreiung des Konzentrationslagers beigetragen, sondern hätten völkerrechtliche Normen und auch amerikanisches Recht verletzt.

## Rezeption
Die Erschießungen von SS-Männern während der Befreiung des Konzentrationslagers werden in einer Reihe von Häftlingserinnerungen erwähnt, jedoch meistens nur am Rande.
In der rechtsextremen Polemik gegen die KZ-Gedenkstätte Dachau, so der Historiker Zarusky, spielen diese Vorfälle jedoch eine zentrale Rolle, da sich in kaum einem anderen historischen Ereignis „der wahre Charakter des Dritten Reiches und die politisch-moralische Rechtfertigung des alliierten Sieges über das nationalsozialistische Deutschland so sehr verdichtete wie bei der Befreiung des Konzentrationslagers“. In diesen Publikationen versucht man die Verurteilung des Nationalsozialismus zu relativieren, indem der Eindruck erweckt wird, Kriegsverbrechen seien eine normale und gleichmäßig verteilte Erscheinung des Zweiten Weltkriegs gewesen, oder versucht wird, den Spieß umzudrehen, indem man amerikanische Soldaten zu „US-Killern“ und „Kreuzzüglern“ erklärt, die ein Massaker an mehreren hundert wehrlosen SS-Männern begangen hätten.

### Rechtsextreme Legendenbildung
Der erste Autor revisionistischer Literatur, der die Erschießungen von SS-Männern bei der Befreiung des KZ Dachau aus propagandistischen Motiven heraus behandelte, war der frühere SS-Untersturmführer Erich Kern (eigentlich Erich Kernmayr). Er veröffentlichte 1964 ein revisionistisches Werk unter dem Titel Verbrechen am deutschen Volk. Eine Dokumentation alliierter Grausamkeiten und 1971 das Buch Meineid gegen Deutschland. Eine Dokumentation über politischen Betrug. In diesen Publikationen zitierte Kern – im rechtsradikalen Kontext einer verharmlosenden und die Häftlinge diskreditierenden Darstellung des Konzentrationslagers – die Aussage des Oberscharführers Hans Linberger, der zum Zeitpunkt der Lagerbefreiung als schwerversehrter Ersatzmann im KZ Dienst tat. Linberger gehörte zu den Personen, die im Kohlenhof zur Exekution aufgestellt wurden, kam aber unverletzt davon. Laut seiner Aussage blieben nach der Exekution zwölf Mann tot zurück. Der Bericht Linbergers gilt als glaubhaft. Seine Schilderungen widerlegen die häufig von rechten Autoren aufgestellte Behauptung, dass sämtliche SS-Leute im Lager von den Amerikanern erschossen worden seien. So behauptete etwa 1981 Alfred Schickel in einer seiner Publikationen auf der Grundlage der Interpretation eines Fotos, dass die Amerikaner ungefähr 300 SS-Männer erschossen hätten.
Die Legende einer systematischen Ermordung sämtlicher im Lager angetroffenen SS-Männer, des sogenannten „Dachau-Massakers“, stützte sich hauptsächlich auf eine Veröffentlichung von Howard Buechner, der bei der Befreiung des KZ Dachau als Divisionsarzt der 45. US-Infanteriedivision vor Ort war und in seinem 1986 erschienenen Buch Dachau: The Hour of the Avenger behauptete, bei der Lagerbefreiung seien 560 Kriegsgefangene exekutiert worden. Nach seiner Darstellung wurden von dem 1977 verstorbenen 1st Lt. Jack Bushyhead 346 Mann im Kohlenhof erschossen. Weiterhin habe ein Gefreiter namens Birdeye 12 Personen erschossen. Hinzu rechnete er 122 an Ort und Stelle erschossene Gefangene, 40 von Häftlingen getötete Wachen, 30 im Gefecht gefallene SS-Männer und 10 zunächst entkommene und später gefasste Personen. Da Buechner sowohl Augenzeuge als auch Angehöriger der US-Streitkräfte war, wurde sein Buch in der rechten Szene als unzweifelhafter Beleg für die Massenexekutionen gewertet und bildet die wesentliche Basis für die Massenmord-Legende.
Buechners Buch wurde schon kurz nach Erscheinen in der deutschen rechtsextremen Szene rezipiert und von Ingrid Weckert in der geschichtsrevisionistischen Zeitschrift Deutschland in Geschichte und Gegenwart (DGG) als „unzweifelhafte Bestätigung“ eines amerikanischen Massakers interpretiert.
Die 1992 freigegebenen Untersuchungsakten Whitakers und eine von John H. Linden (dem Sohn von General Henning Linden) aufgebaute Quellensammlung, die Buechner nicht kannte, widerlegen jedoch Buechners Behauptungen. Zudem unterscheidet sich Buechners 1986 veröffentlichte Darstellung ganz erheblich von seiner Zeugenaussage vom 5. Mai 1945. Die Zahl von 560 SS-Leuten entnahm Buechner unkritisch einer Publikation des Journalisten Nerin E. Gun, der zu den im April 1945 befreiten Häftlingen gehörte, dessen Angaben jedoch laut den Historikern Klaus-Dietmar Henke und Jürgen Zarusky als unzuverlässig gelten. Auch die Behauptung, General George S. Patton, der seinerzeitige Militärgouverneur von Bayern, habe das Untersuchungsverfahren gegen die an den Exekutionen Beteiligten nach Kenntnisnahme der entsprechenden Berichte persönlich niedergeschlagen und die Unterlagen verbrannt, erwies sich nach den neueren Recherchen von Zarusky als falsch.

### Wissenschaftliche Rezeption
Unter den seriösen Historikern beschäftigte sich als erster Harold David Marcuse in seiner 1992 erschienenen Dissertation „Nazi crimes and identity in West Germany: Collective memories of the Dachau concentration camp, 1945-1990“ mit der Erschießung von SS-Männern bei der Befreiung des KZ Dachau. Marcuse stellte hierzu fest: „Diese Tötungen sind ein sehr sensibles Thema – außerhalb Deutschlands wegen des Schattens, den sie auf die Reputation der Befreier werfen, und innerhalb Deutschlands wegen ihrer potentiellen und aktuellen Verwendung zur nachträglichen Rechtfertigung von Nazigreueln und zur Pseudo-Entlastung deutscher Täter durch apologetische Kreise.“
In seinem 1995 erschienenen Buch Die amerikanische Besetzung Deutschlands beschäftigt sich Klaus-Dietmar Henke ausführlich mit den Vorgängen während der Befreiung des KZ. Ähnlich wie Marcuse ist Henke skeptisch gegenüber den Aussagen Buechners. Mangels weiterer anderer einschlägiger Quellen bleibt seine Darstellung des Ablaufs der Geschehnisse während der Befreiung aber stark von Buechner abhängig. Basierend auf der ihm vorliegenden Quellenlage kommt er zu dem Schluss, dass die Exzesse während der Befreiung des Konzentrationslagers wohl das schwerwiegendste, aber nicht das einzige Kriegsverbrechen gewesen seien, das amerikanische Soldaten in Deutschland begangen hätten.
Jürgen Zarusky vom Institut für Zeitgeschichte veröffentlichte 1997 seinen Aufsatz That is not the American Way of Fighting – Die Erschießungen gefangener SS-Leute bei der Befreiung des KZ Dachau, in dem er die bisherige Literatur zu den Erschießungen untersuchte und neue, vorher nicht verfügbare Quellen auswertete, wie etwa den Untersuchungsbericht von Whitaker.